# عبد الحميد ممدوح
عبد الحميد ممدوح دبلوماسي مصري، مستشار رئاسة مجموعة العشرين لشؤون التجارة العالمية، وكان كبير المستشارين في مكتب المحاماة الدولي في جنيف عام 2017، وأستاذًا بمركز الدراسات القانونية التجارية بجامعة لندن عام 2018، وشغل منصب نائب مدير التجارة بمنظمة التجارة العالمية عام 1993، وأيضًا مدير إدارة الخدمات والاستثمار بمنظمة التجارة عام 2001، كما كان المستشار القانوني لتسوية المنازعات عام 1990، ومساعد نائب المدير العام لجات عام 1991.